# Marek Suchý
Marek Suchý (n. 29 martie 1988) este un jucător de fotbal ceh care joacă pe postul de fundaș pentru FC Basel și este căpitanul echipei naționale de fotbal a Cehiei.

## Carieră

### Slavia și Spartak
Fiind în principal un fundaș central care poate juca și ca mijlocaș defensiv, Suchý a jucat pentru prima dată la echipa mare a Slaviei în 2005. Deși el a fost dorit de Rangers, precum și de alte echipe din Anglia, Franța și Germania, în vara anului 2008, a rămas la Slavia. Pe 24 noiembrie 2009, el a fost împrumutat la FC Spartak Moscova pentru un an cu opțiunea de cumpărare pentru 3,5 milioane de euro. Spartak și-a exercitat opțiunea de transfer.

### Basel
În ianuarie 2014, Suchý a fost împrumutat la echipa elvețiană FC Basel pentru a doua jumătate a sezonului Superligii Elveției 2013-2014, din nou cu o opțiune de cumpărare la sfârșitul acelei perioade. Suchý a debutat pentru Basel pe 2 februarie 2014 în victoria scor 3-1 cu Olympique de la Pontaise împotriva lui Lausanne-Sport. Trei zile mai târziu a marcat primul său gol pentru noua sa echipă în meciul din sferturile de finală ale Cupei Elveției cu Le Mont pe 5 februarie 2014, în care Basel a câștigat cu 6-1. La sfârșitul sezonului 2013-2014, Suchý a câștigat campionatul cu Basel. A ajuns, de asemenea, în finala Cupei Elveției 2013-2014, în care echipa sa a fost învinsă de Zürich cu 2-0 după prelungiri. Basel a trecut de grupele Ligii Europa și a avansat până în sferturile de finală.
Basel l-a cumpărat definitiv după încheierea împrumutului. Sezonul 2014-2015 a fost unul foarte reușit pentru Basel. A câștigat campionatul pentru a șasea oară la rând, iar în Cupa Elveției 2014-2015 a ajuns până în finală. Dar pentru cel de-al treilea sezon la rând a fost învinsă în finală în cupă, pierzând 0-3 cu FC Sion în finală. Basel a intrat în grupele Ligii Campionilor și a ajuns în faza eliminatorie după ce pe 9 decembrie 2014 meciul  împotriva lui Liverpool s-a terminat scor 1-1 pe Anfield. Basel a pierdut apoi cu Porto în optimi. Basel a jucat în total în 65 de meciuri în acel sezon (36 de meciuri din Liga Elvețiană, 6 în Cupa Elveției, 8 în Liga Campionilor și 15 amicale). Sub conducerea antrenorului Paulo Sousa Suchý a strâns 48 de meciuri, 30 în campionat, 4 în cupă, 7 în Liga Campionilor, precum și 11 în meciuri amicale. A marcat 3 goluri în aceste meciuri, dintre care unul a fost în Superligă.
Sub comanda antrenorului Urs Fischer Suchý a câștigat Superliga Elvețiană în sezonul 2015-2016, iar la sfârșitul sezonului 2016-2017 a câștigat campionatul pentru a patra oară. Pentru club, acesta a fost al optulea titlu la rând și cel de-al 20-lea campionat în total. De asemenea, a câștigat Cupa Elveției pentru a douăsprezecea oară, ceea ce a însemnat că a câștigat dubla pentru a șasea oară în istoria clubului.

## La națională
Suchý a fost un jucător important al Cehiei U-20 care a fost învinsă de Argentina în finala Campionatului Mondial U-20 din 2007.

## Titluri
Individual
„Revelația anului” în cadrul premiului anual Balonul de aur din 2006, premiu acordat pentru cel mai bun tânărul jucător al anului.
Slavia Praga
- Gambrinus Liga: 2007-2008, 2008-2009

Basel
- Superliga Elvețiană: 2013-2014, 2014-2015, 2015-2016, 2016-2017
- Cupa Elveției: 2016-2017 [16], 2018-2019

Internațional
Cehia U-21
- Campionatul Mondial de Fotbal sub 20: finalist 2007